# Kanoguti
 (février 2025).
Si vous disposez d'ouvrages ou d'articles de référence ou si vous connaissez des sites web de qualité traitant du thème abordé ici, merci de compléter l'article en donnant les références utiles à sa vérifiabilité et en les liant à la section « Notes et références ».
Kanoguti (かのぐち, Kanogutchi) est un concepteur de jeux vidéo et artiste numérique japonais né en 1993. Il est principalement connu pour ses créations expérimentales dans le domaine du jeu vidéo indépendant, avec plus de 290 programmes développés depuis le milieu des années 2000.

## Biographie

### Jeunesse
Kanoguti commence à développer des jeux vidéo au début des années 2000. Durant ses années de lycée, il est membre d'un club d'art. Après avoir quitté le lycée, il poursuit brièvement des études en arts numériques à l'université avant de se consacrer à la création indépendante.

### Carrière
En 2008, ses premiers jeux Intelligent Rackety Paradise et Imagination Reality Paradise reçoivent des prix dans plusieurs festivals japonais de jeux indépendants. Il expose régulièrement son travail au Japon et publie ses créations sur Internet via son site personnel.

### Vie privée
Pendant sa scolarité au lycée, Kanoguti a du mal à aller en cours à cause de symptômes dépressifs qui l'amèneront à abandonner le lycée.
À la suite de consultations régulières dans une clinique psychosomatique, il est diagnostiqué schizophrène.
Il déclare que sa maladie bien qu'instable dans son adolescence, se stabilise en devenant adulte. 
Kanoguti explique que ses créations sont profondément inspirés par sa vie personnelle, ses cauchemars ou ses mauvaises journées causées par les symptômes psychologique dont il souffre.

## Œuvre

### Caractéristiques
Les créations de Kanoguti sont souvent marquées par la surabondance de glitches, de distorsions visuelles s’apparentant à des collages. Kanoguti aime également explorer des mécaniques de jeu expérimentales et déroutantes, allant jusqu’à dépasser les méthodes même d'interaction traditionnelle du jeu vidéo sur ordinateur personnel. On retrouve également dans son œuvre un attrait systématique pour des ambiances sonores particulièrement travaillées et dérangeantes, ainsi que des références plus ou moins explicites aux thématiques de l'isolement et au sentiment d'être observé.

### Jeux vidéo

#### 2005-2010
- Another Mind (2008) : jeu expérimental explorant les limitations de l'interface utilisateur
- The Underground Explorer (2009) : jeu d'exploration dans un environnement virtuel abstrait

#### 2010-2020
- Heartbreak Land (2015) : série de mini-jeux interconnectés

#### 2020-
- Viewers (2022) : réflexion sur la relation entre créateur et public

### Autres créations
Parallèlement à ses jeux vidéo, Kanoguti maintient une production artistique comprenant plus de 1 400 œuvres visuelles numérotées, des compositions musicales et des textes.

## Place dans la scène indépendante
Kanoguti s'inscrit dans la scène dōjin, mouvement de création indépendante japonais. Cette scène se caractérise par l'auto-publication et une approche expérimentale de la création.